# Tabaluga & Lilli
Tabaluga & Lilli ist ein Musical für Kinder und Erwachsene, das nach einer Idee von Peter Maffay entstand. Live wurde es bei der Tour 1993/1994 uraufgeführt. 1994 wurde es live in der Dortmunder Westfalenhalle für das ZDF aufgezeichnet und wurde auch als Hörspiel veröffentlicht. Danach spielte es bis 2001 im TheatrO CentrO Oberhausen. Von dieser Produktion wurde auch ein Album veröffentlicht.

## Handlung
Vor Millionen von Jahren lebten die Drachen auf der Welt. Sie konnten fliegen, Feuer spucken und sprechen. Mit aller Macht versuchten sie, mit der Wärme ihres Feuers die Welt vor der tödlichen Kälte des Eises zu verteidigen. Doch dann kam die Zeit, in der das Eis alles Lebendige zu vernichten drohte.
Tyrion, der alte Drachenvater, setzt gerade zu der Zeit alle Hoffnungen auf den letzten Bewahrer des Feuers: seinen Sohn Tabaluga. Um seinen größten Widersacher, Arktos, zu stoppen, muss Tabaluga das Wahre Feuer finden. Dabei wird er von einem weisen Magier unterstützt.
Während er sich auf der Suche nach dem Feuer befindet, steht er vor vielen Gefahren (z. B. die Netze der Schwarzen Witwe Tarantula), sieht aber auch die schönen Dinge (z. B. den Delphinen). Und so erkennt er, dass die Welt wunderbar ist, mit all dem Guten und Bösen, denn alles hat seinen Sinn und Platz im Leben.
Arktos, der Herr des Ewigen Eises, erschafft sich ein wunderschönes Wesen aus purem Eis – Lilli. Sie soll Tabaluga in ihren Bann ziehen, damit er seine Suche nach dem Wahren Feuer nicht beenden kann. Tabaluga beginnt, sich in Lilli zu verlieben und der Plan scheint aufzugehen. Der junge Drache muss kämpfen und wird dabei auch von seinem Vater unterstützt, der dabei stirbt. Daraufhin will Tabaluga aufgeben, denn er denkt, dass das Leben ohne seinen Vater keinen Sinn mehr hat. Er erkennt, dass er das Wahre Feuer schon lange gefunden hat: die Liebe. Arktos Kräfte schwinden daraufhin und das Gute siegt über das Böse.

## Erste Besetzung
| Rolle                         | Darsteller                                                                               |
| ----------------------------- | ---------------------------------------------------------------------------------------- |
| Tabaluga                      | Sonja Herzeg (Stimme) Peter Maffay (Gesang) Chiara Cattaneo (Körper) Miho Imoto (Körper) |
| Lilli                         | Alexis                                                                                   |
| Arktos                        | Bill Balfanz (Stimme) Bertram Engel (Gesang) Stephane Boko (Körper)                      |
| Tyrion                        | Nino de Angelo (Gesang) Michael McGowan David Robertson                                  |
| Magier                        | Rufus Beck                                                                               |
| Mond                          | Robert Hart                                                                              |
| Die Bienenkönigin             | Nadeen Holloway                                                                          |
| Der Ameisengeneral            | Hans Gemperle (Stimme)                                                                   |
| Tarantula, die Schwarze Witwe | Anita Davis                                                                              |
| Der Baum des Lebens           | Pascal Kravetz                                                                           |
| Der Kratermann                | Stephan Remmler                                                                          |

Besetzung der Band während der Tour:
- Gitarre: Frank Diez, Andreas Becker
- Bass: Ken Taylor
- Schlagzeug: Bertram Engel, Pascal Kravetz
- Keyboard & E-Orgel: Jean-Jacques Kravetz, Pascal Kravetz
- Saxophon & Blaswandler: Bobby Stern
- Musikalische Leitung: Carl Carlton

## Lieder
Akt 1
- Ouvertüre
- Ich wollte nie erwachsen sein (Nessaja): Peter Maffay
- Tabalugas Lied (Tabaluga): Peter Maffay
- Tyrions Lied (Tyrion): Nino de Angelo
- Lied des Mondes: Robert Hart
- Wir sind ja so froh, dass es uns gibt (Bienensong): Nadeen Holloway
- Fass das nicht an: Stephan Remmler
- Eis im September: Anita Davis
- Schlüssel zur Macht: Bertram Engel

Akt 2
- Ameisensong (Arbeit ist das halbe Leben)
- Baum des Lebens: Pascal Kravetz
- Wenn eine Hoffnung stirbt: Peter Maffay
- Ich fühl wie du: Peter Maffay und Alexis
- Lied der Delphine (Die Delphine): Rufus Beck
- Strom der Zeit: Nino de Angelo
- Ich fühl wie du: Peter Maffay und Alexis
- Ich wollte nie erwachsen sein: Peter Maffay
- Die Töne sind verklungen: Peter Maffay, Bertram Engel und Pascal Kravetz